# Sabaconidae
Sabaconidae – rodzina pajęczaków z rzędu kosarzy i podrzędu Dyspnoi. 

## Opis
Długość ciała tych kosarzy wynosi od 1,2 do 5,5 mm. Posiadają stosunkowo małe szczękoczułki, które wykazują dymorfizm płciowy. U rodzaju Taracus szczękoczułki są znacznie wydłużone. Nogogłaszczki są charakterystyczne, duże, stosunkowo tęgie i często dłuższe od ciała. Wyjątkiem jest rodzaj Crobyscus o długości ciała poniżej milimetra oraz długich i cienkich nogogłaszczkach.

## Występowanie
Kosarze te występują w Europie, Azji oraz Ameryce Północnej.

## Nazwa
Nazwa rodzaju pochodzi od Sabacona, króla Egiptu..

## Systematyka
Rodzina liczy obecnie około 55 gatunków należących do 4 rodzajów. Należące tu obecnie rodzaje: Crosbycus i Hesperonemastoma zostały przeniesione z rodziny Ceratolasmatidae.
Rodzaj: Crosbycus Roewer, 1914
- Crosbycus dasycnemus (Crosby, 1911)

Rodzaj: Hesperonemastoma Gruber, 1970
- Hesperonemastoma pallidimaculosum (Goodnight & Goodnight, 1945)
- Hesperonemastoma inops (Packard, 1884)
- Hesperonemastoma modestum (Banks, 1894)
- Hesperonemastoma packardi (Roewer, 1914)
- Hesperonemastoma kepharti (Crosby & Bishop, 1924)

Rodzaj: Sabacon Simon, 1879
- Sabacon akiyoshiense Suzuki, 1963
- Sabacon altomontanum Martens, 1983
- Sabacon astoriensis Shear, 1975
- † Sabacon bachofeni Roewer, 1939
- Sabacon briggsi Shear, 1975
- Sabacon bryantii (Banks, 1898)
- Sabacon cavicolens (Packard, 1884)
- Sabacon chomolongmae Martens, 1972
- Sabacon crassipalpe (L. Koch, 1879)
- Sabacon dentipalpe Suzuki, 1949
- Sabacon dhaulagiri Martens, 1972
- Sabacon distinctum Suzuki, 1974
- Sabacon franzi Roewer, 1953
- Sabacon gonggashan Tsurusaki & Song, 1993
- Sabacon imamurai Suzuki, 1964
- Sabacon iriei Suzuki, 1974
- Sabacon ishizuchi Suzuki, 1974
- Sabacon jiriensis Martens, 1972
- Sabacon jonesi Goodnight & Goodnight, 1942
- Sabacon makinoi Suzuki, 1949
- Sabacon martensi Tsurusaki & Song, 1993
- Sabacon mitchelli Crosby & Bishop, 1924
- Sabacon okadai Suzuki, 1941
- Sabacon palpogranulatum Martens, 1972
- Sabacon paradoxum Simon, 1879
- Sabacon pasonianum Glez-Luque, 1991
- Sabacon pectiginosa Simon, 1913
- Sabacon picosantrum Martens, 1983
- Sabacon pygmaeum Miyosi, 1942
- Sabacon relictum Marten, 1972
- Sabacon robusta Simon, 1873
- Sabacon satoikioi Miyosi, 1942
- Sabacon sergeidedicatum Martens, 1989
- Sabacon sheari Cokendolpher, 1984
- Sabacon simoni Dresco, 1952
- Sabacon siskiyou Shear, 1975
- Sabacon unicornis Martens, 1972
- Sabacon viscayanum Simon, 1881

Rodzaj: Taracus Simon, 1879
- Taracus birsteini Ljovschkin, 1971
- Taracus gertschi Goodnight &  Goodnight, 1942
- Taracus malkini Goodnight &  Goodnight, 1945
- Taracus nigripes Goodnight &  Goodnight, 1943
- Taracus packardi Simon, 1879
- Taracus pallipes Banks, 1894
- Taracus silvestrii Roewer, 1930
- Taracus spinosus Banks, 1894